# Teratophyllum hainanense
Teratophyllum hainanense är en träjonväxtart som beskrevs av S.Y.Dong och X. C. Zhang. Teratophyllum hainanense ingår i släktet Teratophyllum och familjen Dryopteridaceae. Inga underarter finns listade.